# Empis pullata
Empis pullata är en tvåvingeart som beskrevs av Collin 1933. Empis pullata ingår i släktet Empis och familjen dansflugor. Inga underarter finns listade i Catalogue of Life.